# Manuel Vitorino Pereira
Manuel Vitorino Pereira, nacido Manoel Victorino Pereira (Salvador, 30 de enero de 1853-Río de Janeiro, 9 de noviembre de 1902), médico y político brasileño. 
Fue el segundo gobernador del Estado de Bahía tras el advenimiento de la República. Asumió como vicepresidente de Brasil en 1896, durante la presidencia de Prudente de Morais; cuando el mismo se incapacitó temporalmente en 1897, asumió la Presidencia de Brasil interinamente por casi 4 meses. Por orden suya se adquirió el Palacio de Catete para sede de la Presidencia. 

En 1962, sesenta años después de su muerte, un municipio del estado de Bahía fue bautizado con su nombre: Manoel Vitorino.